# Suburra (2015)
Suburra – 7 Tage bis zur Apokalypse ist ein italienisch-französischer Spielfilm des Regisseurs Stefano Sollima aus dem Jahr 2015 und basiert auf dem Roman Suburra: Schwarzes Herz von Rom der Autoren Giancarlo De Cataldo und Carlo Bonini. Im Jahr 2017 veröffentlichte Netflix einen Reboot des Films in Form einer Fernsehserie namens Suburra: Blood on Rome, die mit teilweise identischen Figuren eine leicht abweichende Handlung erzählt und den Fokus auf die Figuren und ihre Beziehungen untereinander anders ausrichtet.
Der Film Suburra spielt in den sieben Tagen vor dem Rücktritt der Regierung Berlusconi im November 2011 in der Stadt Rom mit Politikern, Gangstern und Würdenträgern des Vatikans zwischen Korruption, Machtstreben, Verrat und Mord.

## Handlung
Am 5. November 2011 deutet sich im italienischen Parlament eine Regierungskrise an. Noch vor dem drohenden Rücktritt des Ministerpräsidenten soll ein Gesetz durchgepaukt werden, das in Ostia, dem brachliegenden Küstenstadtteil Roms, Baugenehmigungen für ein Vergnügungsviertel erteilt. Strippenzieher im Auftrag der Mafia ist ein unscheinbarer älterer Mann mit dem Spitznamen „Samurai“, der in der römischen Unterwelt einen legendären Ruf genießt und auch im Vatikan Einfluss besitzt. Sein Handlanger im Parlament ist der Abgeordnete Filippo Malgradi, der mittels Bestechung dafür sorgen soll, dass das Gesetz die nötige Mehrheit findet. In einer Parallelhandlung wird der Papst bis zu seinem Rücktritt gezeigt.
In Gefahr gerät der Pakt zwischen Unterwelt, Politik und Kirche, als bei einer der regelmäßigen Sexorgien Malgradis eine minderjährige Prostituierte stirbt. Alberto Anacleti, genannt „Spadino“ (Italienisch „Kurzschwert“, im Film als „der Stecher“ übersetzt), der Spross einer kriminellen Sinti- oder Roma-Sippe, schafft die Leiche beiseite, erpresst jedoch anschließend den Abgeordneten. Dieser weiß sich nicht anders zu helfen, als Aureliano Adami, genannt „Numero 8“, zu engagieren, der nach dem Tod seines Vaters der Anführer der Unterwelt von Ostia ist. Die Auseinandersetzung der beiden jungen Männer eskaliert ins Persönliche, und Numero 8 bringt Spadino um, was einen Bandenkrieg in der römischen Unterwelt auslöst.
Samurai versucht im Sinne des für alle einträglichen Geschäfts die Wogen zu glätten, doch als Viola einen missglückten Mordanschlag auf ihren Freund Aureliano rächt, indem sie einen engen Freund Manfredi Anacletis erschießt, gerät der Banden-Krieg außer Kontrolle. Über Sebastiano, den Organisator von Malgradis Partys, der wegen der Schulden seines Vaters den Anacletis ausgeliefert ist, erfahren sie den Namen des Abgeordneten, entführen dessen Sohn und verlangen eine Beteiligung am Ostia-Geschäft. Aureliano will seinen Anteil, für den er seit Jahren im römischen Küstenvorort die Drecksarbeit erledigt hat, nicht schmälern lassen. Vor allem aber weigert er sich, anders als zuvor Sebastiano, der die Prostituierte Sabrina an die Anacletis verraten hat, seine Freundin Viola auszuliefern.
Am 12. November kommt es zur „Apokalypse“. Samurai ermordet seinen ehemaligen Handlanger Aureliano. Nur Viola entkommt dem Massaker. Das Gesetz wird verabschiedet. Die Abgeordneten feiern die Gelder und Posten, die ihnen als Gegenleistung versprochen worden sind, bis sie die Nachricht vom Rücktritt des Ministerpräsidenten erreicht. Auf einmal ist auch der bislang vor Strafverfolgung immune Malgradi angreifbar geworden. Verzweifelt bahnt er sich den Weg durch Demonstranten zum Regierungspalast, um die Zusage auf einen sicheren Listenplatz zu erreichen, der ihn bei Neuwahlen vor dem Zugriff der Justiz schützen soll. Der schwächliche Sebastiano lehnt sich endlich gegen Manfredi auf und lässt den Roma von seinem Kampfhund zerfleischen. Der Strippenzieher Samurai hingegen fällt Viola zum Opfer, die ihn vor der Wohnung seiner Mutter abpasst und hinrichtet.

## Kritik
Das Lexikon des internationalen Films schrieb: „Fulminanter Neo-Noir-Thriller, der seine schaudererregende und zugleich faszinierende Analyse italienischer Herrschaftsstrukturen als dämonischen Countdown zum Jüngsten Gericht konzipiert und das monströse Verhalten der Mächtigen in einem manieristischen Bilderrausch einfängt.“
Die Redaktion von Cinema meinte: „In "Suburra" zeichnet Stefano Sollima, Regisseur der TV-Serie "Gomorrha", das Bild einer maroden, moralisch verkommenen Gesellschaft, die von einer skrupellosen Allianz aus korrupten Politikern und organisiertem Verbrechen beherrscht wird. [...] Je länger der Film dauert, desto komplexer werden die geschilderten Zusammenhänge, doch Sollima erzählt so spannend und konzentriert, dass der Zuschauer nie den Überblick verliert. Fazit: Fesselnder Thriller über die Verflechtungen zwischen Politik, Mafia und Vatikanbank.“

## Hintergrund
Der Titel bezieht sich auf das gleichnamige antike römische Rotlichtviertel.
Der überwiegend von Cattleya und Rai Cinema produzierte Film wurde am 14. Oktober 2015 in Italien veröffentlicht und feierte in Deutschland am 29. Juni 2016 beim Filmfest München Premiere.